# Eugenia Ganga
Eugenia Ganga (* 8. November 1998) ist eine argentinische Tennisspielerin.

## Karriere
Ganga spielt überwiegend auf der ITF Women’s World Tennis Tour, wo sie bislang aber noch keinen Titel gewinnen konnte.
2018 nahm sie an den Südamerikaspielen teil und trat sowohl im Dameneinzel als auch im Damendoppel zusammen mit ihrer Partnerin Jazmín Ortenzi an, schied aber in beiden Wettbewerben bereits in der ersten Runde aus.
2019 erreichte sie zusammen mit ihrer Partnerin Thaisa Grana Pedretti das Finale im Damendoppel des ITF São Paulo sowie das Finale im Dameneinzel in Santiago de Chile.
Ihr bislang letztes internationale Turnier spielte Ganga im Februar 2020. Sie wird daher nicht mehr in der Weltrangliste geführt.